# Віялохвістка таліабуйська
Віялохвістка таліабуйська (Rhipidura sulaensis) — вид горобцеподібних птахів родини віялохвісткових (Rhipiduridae). Традиційно вважався підвидом віялохвістки целебеської (Rhipidura teysmanni).

## Поширення
Ендемік індонезійського острова Таліабу. Його природними середовищами існування є субтропічні або тропічні вологі низинні ліси та субтропічні або тропічні вологі гірські ліси.